# Das Söldnerkommando
Das Söldnerkommando (Originaltitel: Kill Squad) ist ein US-amerikanisch-philippinischer Martial-Arts-Film aus dem Jahr 1982 von Patrick G. Donahue, der auch für das Drehbuch und die Produktion zuständig war. Alternativtitel der Produktion ist Code of Honor.

## Handlung
Joseph Lawrence wird Opfer eines Überfalls in seinen eigenen vier Wänden. Während des Überfalls wird seine Frau vergewaltigt und getötet. Er selbst erleidet eine Schusswunde. Nun im Rollstuhl sitzend, bittet er seinen Freund Larry Pearson, die anderen fünf Mitglieder ihres alten Trupps zu versammeln, um ihm zu helfen, die Kriminellen aufzuspüren. Eine Rückblende enthüllt, dass Joseph, Larry und die fünf anderen Mitglieder des Trupps Kriegsgefangene im Vietnamkrieg waren. Joseph verdiente sich die Loyalität der Einheit, indem er unter Drohung des Vietcong auf eine Landmine trat und er dadurch die Flucht seiner Kameraden ermöglichte.
Seit dem Ende des Krieges sind die Mitglieder des Trupps getrennte Wege gegangen. Als Larry ihnen mitteilt, dass Joseph sie bräuchte, erklären sie sich sofort bereit den beiden zu helfen. Nachdem sie sich versammelt und ihr Können unter Beweis gestellt haben, informiert Larry das Team, dass ein rivalisierender Elektronikfirmenbesitzer namens Dutch für den Angriff auf Joseph verantwortlich sein könnte.
Als der Trupp versucht, Dutch aufzuspüren, taucht auf mysteriöse Weise ein Scharfschütze auf und tötet sie einen nach dem anderen. Zuerst wird Alan durch einen gezielten Schuss in die Wirbelsäule getötet. Am nächsten Tag ziehen Pete, K.C. und Larry los, um weitere Informationen zu bekommen. Sie erfahren, dass sie einen Phil ausfindig machen müssen. Nach einer Schlägerei taucht erneut der Scharfschütze auf und tötet Pete durch einen Schuss in den Bauch. Am folgenden Tag versuchen sie Phil auf einem Schrottplatz Informationen zu entlocken. Dabei wird K.C. von dem Scharfschützen hinterrücks erschossen.
Eine weitere Spur verfolgen Tommy und Arthur, die nach einer Verfolgungsjagd im Auto in einer weiteren Schlägerei mündet. Als sie einen Verdächtigen verhören wollen, wird dieser und Tommy erschossen. Zu weiteren Ermittlungen sind Arthur und Larry nun nur noch zu zweit unterwegs. Dabei geraten sie in einen Hinterhalt, den Arthur mit seinem Leben bezahlen muss. Larry nimmt nun allerdings die Verfolgung des Scharfschützen auf, wird von diesem allerdings k. o. geschlagen. Larry und Joseph sind nun die einzigen übrig gebliebenen Truppmitglieder. Larry erfährt schließlich, wo Dutch sich befindet, aber als er mit ihm konfrontiert wird, wird Dutch versehentlich von einem seiner Hausgäste getötet.
Als er zu Josephs Haus zurückkehrt, teilt dieser ihm mit, dass er der Polizei die Vorfälle schildern möchte. Daher holt Larry aus seinem Auto einen Notizblock, wo er alle wesentlichen Sachen niederschrieb. Als er es Joseph übergeben will, erscheint der mysteriöse maskierte Mann vor ihm. Es kommt zum Zweikampf der beiden, in dem Larry unterliegt. Arthur, der eine Schutzweste trug und so nur seinen Tod vortäuschte, verhindert, dass der maskierte Mann Larry tötet. Anstelle eines Scharfschützengewehrs ist er nun mit einem Katana bewaffnet und kann Arthur nach einem kurzen Kampf entscheidend verwunden.
Nun rettet Larry im letzten Moment das Leben von Arthur. Während des zweiten Kampfes zwischen Larry und dem maskierten Mann kann er Letzteren enttarnen. Es kommt die schreckliche Wahrheit ans Licht: Joseph war der Drahtzieher seines eigenen Angriffs und befindet sich hinter der Maske. Joseph erklärt, dass er es seinen Kameraden übel nahm, dass er bei der Landminenexplosion ein Bein verloren hatte, und dass seine Frau die Besitzerin des Unternehmens war und er ihr nichts mehr recht machen konnte. Joseph plante die Ermordung seiner Frau, um die Kontrolle über das Geschäft zu erlangen, und täuschte vor, gelähmt zu sein, um seine Truppe zur Rache zurückzulocken.
Joseph greift Larry mit einer Axt an, aber Larry weicht aus und lässt die Axt in einem Zaun zurück. Larry tritt Joseph dann versehentlich in die Axt, die ihn enthauptet.

## Produktion
Große Teile des Films wurden im kalifornischen San José gedreht. Der Film feierte im Juni 1982 seine Premiere in den USA. Am 23. Dezember 1982 erschien der Film in der Bundesrepublik Deutschland. Der Film hat keinen Zusammenhang zu Söldnerkommando 2 (Originaltitel: Shen tan guang tou mei) aus demselben Jahr mit Bruce Baron und Bruce Li in den Hauptrollen. Söldnerkommando 2 erschien am 17. Februar 1984 in der BRD unter diesem Namen als vermeintliche Fortsetzung, um den Verkauf zu fördern.
Während einigen Kampfszenen wurden die markanten Kampfschreie von Bruce Lee aus dessen Filmen Die Todeskralle schlägt wieder zu (1972) und Der Mann mit der Todeskralle (1973) verwendet.

## Hintergrund
Jeff Risk (* 30. August 1952 in New York) verkörperte mit der Rolle des Joseph Lawrence seine bisher einzige Filmrolle. Im Film lieh allerdings der Schauspieler Russell Johnson ihm seine Stimme. Marc Sabin ist in der Rolle des Arthur ebenfalls in seiner bisher einzigen Filmrolle zu sehen. Gary Fung übernahm neben seiner Rolle des Tommy ein Jahr zuvor eine Nebenrolle im Actionfilm Der Gigant mit Chuck Norris und Christopher Lee. Der Bodybuilder Bill Cambra hatte als Alan ebenfalls seine einzige Filmrolle. Francisco Ramírez übernahm bisher sechs Rollen in unterschiedlichen Abständen, Jerry Johnson war noch in einigen Softcore-Pornofilmen zu sehen.
Die deutsche Synchronisation zeichnet sich durch eine Schnodderdeutsch-Synchronisation aus.

## Rezeption
„Ein durchaus ernst gemeintes infam-sadistisches Gewaltspektakel, das die Prügeleien und Tötungen mit zynischen Kommentaren begleitet.“

„Übles Gewaltspektakel..“

Actionfreunde schreibt, dass der Film konfuser Quatsch, mit absurden Storywendungen und dünnen Begründungen für brauchbar choreographierte, wenn auch mäßig abgefilmte Dauerkloppe sei. Positiv herausgehoben wird die Schnoddersynchro, welche die Highlights im Minutentakt raushaut.
Badmovies bezeichnet den Film ironischerweise als eines der großen Meisterwerke der Filmgeschichte. Kritisiert wird, dass weibliche Rollen lediglich als Opfer oder Fußabtreter herhalten müssen.

## Trivia
- Am 2. Juni 2018 strahlte das US-amerikanische Videoproduktionsunternehmen Red Letter Media den Film als Teil der Reihe Best of the Worst aus.
- Am 24. September 2021 wurde der Film in der Reihe Die schlechtesten Filme aller Zeiten auf Tele 5 von Oliver Kalkofe und Peter Rütten präsentiert.